# Jessie Magana
Jessie Magana, née en 1974 en Haute-Savoie, est une autrice française de romans et documentaires, principalement dans le domaine de la littérature jeunesse.

## Biographie
Née en 1974, Jessie Magana se consacre à des études de lettres et sciences humaines. Elle travaille dans un premier temps dans l'édition numérique, puis dans l'édition papier, en tant qu'éditrice free-lance.
Elle a également dirigé plusieurs collections : aux éditions Autrement la collection « Français d'ailleurs », sur l'histoire de l'immigration, depuis 2006 ; aux éditions le Cavalier bleu la collection « Libertés plurielles » ; aux éditions Talents Hauts la collection « Les Héroïques » depuis 2016.
Elle est membre de la Charte des auteurs et illustrateurs jeunesse.
Elle écrit son premier ouvrage en 2008, Général de Bollardière : Non à la torture, dans la collection « ceux qui ont dit non » dirigée par Murielle Szac, chez Actes Sud Junior.
Se définissant comme une autrice engagée, elle publie des romans biographiques (Général de Bollardière : non à la torture, Gisèle Halimi : non au viol,, Henri Gautier, métallo et Résistant), des documentaires sur le sexisme, (Les mots pour combattre le sexisme,,
), le racisme (Des mots pour combattre le racisme) ou les discriminations en général (Riposte : comment répondre à la bêtise ordinaire ou Tous différents mais tous égaux ?). Elle questionne notamment les stéréotypes de genre ou d'origines sociales ou ethniques, en littérature jeunesse,.
Elle s'intéresse également à l'histoire de l'immigration, qu'elle retrace dans Rue des Quatre-Vents, illustré par Magali Attiogbé, l'histoire d'une rue à travers les différentes personnes qui l'ont habitée. L'ouvrage est récompensé en 2019 d'une "Mention" au prestigieux prix international, le Prix BolognaRagazzi,, dans la catégorie Non Fiction, à la Foire du livre de jeunesse de Bologne.
Elle est co-autrice de Eux, c'est nous,, un ouvrage sur les réfugiés, dont l'intégralité des bénéfices a été reversé à la Cimade. Elle a fait partie des organisatrices, avec l'association Encrage, d'une vente d'illustrations au profit de l'accueil des réfugiés.
Passionnée de cartographie, est également co-autrice de trois atlas géographiques : Atlas : Comment va le monde ?, Atlas d'histoire : D'où vient la France, et Atlas des mythes et légendes du monde.
Nos elles déployées, roman ado, est publié en 2021. Selon La Revue des livres pour enfants : « Roman conséquent, à la fois documenté et sensible, sur le combat au féminin, en France et en Algérie. [...] L'autrice nous invite ici à une immersion intime dans le parcours engagé de trois femmes », sur « trois générations ».
Elle publie à nouveau un ouvrage documentaire sur Gisèle Halimi en 2022, chez un autre éditeur, Gallimard jeunesse, dans collection « Les Grandes Vies » : Gisèle Halimi,, illustré par Eloïse Heinzer.
En 2023 est publié son roman pour adolescents Free ride, « Un roman psychologique » autour d'une jeune fille sortant d'un coma. Jessie Magana publie un « Témoignage » pour ce roman, dans le journal Libération en novembre 2023, au sujet de l'écriture de scènes de sexe destinées à un public adolescent. L'ouvrage est lauréat du Prix Handi-Livres 2023, dans la catégorie Meilleur livre jeunesse adolescent.

## Œuvres
- Général de Bollardière : Non à la torture, coll. « Ceux qui ont dit non », Actes Sud Junior, 2008.
- Gisèle Halimi : Non au viol[7], coll. "Ceux qui ont dit non", Actes Sud Junior, 2013
- Non à l'indifférence, avec Gérard Dhôtel, Nimrod, Maria Poblete, Elsa Sola et Murielle Szac, coll. « Ceux qui ont dit non », Actes Sud junior, 2013
- Riposte ! Comment répondre à la bêtise ordinaire, (illustré par Alain Pilon), Actes Sud Junior, 2014.
- Comment parler de l’égalité filles-garçons aux enfants, Le Baron perché, 2014.
- Les Mots indispensables pour parler du sexisme[12], Syros, 2014.
  - rééd. augmentée sous le titre Les Mots pour combattre le sexisme[13],[14], Syros, 2019
- Eux, c’est nous[23],[24] (avec Daniel Pennac et Carole Saturno, illustré par Serge Bloch), Collectif des éditeurs jeunesse avec les réfugiés, diffusion Gallimard Jeunesse, 2015.
- Des cailloux à ma fenêtre, coll. « Les Héroïques », éditions Talents Hauts, 2016.
- Atlas : Comment va le monde ?[26] (avec Laure Flavigny et Aurélie Boissière, illustré par Séverine Assous), Actes Sud Junior, 2016.
- D’espoir et d’acier : Henri Gautier, métallo et Résistant (illustré par Sébastien Vassant), éditions de l'Atelier, 2018.
- Rue des Quatre-vents : au fil des migrations, illustrations de Magali Attiogbé, les Éditions des Éléphants, 2018
- Les Mots pour combattre le sexisme[13],[14], Syros, 2019
  - rééd. augmentée du titre  Les Mots indispensables pour parler du sexisme[12], Syros, 2014.
- Des Mots pour combattre le racisme[15] (avec Alexandre Messager), Syros, 2020.
- Atlas d’histoire : D’où vient la France ?[27] (avec Laure Flavigny et Aurélie Boissière, illustré par Julien Billaudeau), Actes Sud Junior, 2020.
- Nos elles déployées[30], éditions Thierry Magnier, 2021.
- Tous différents mais tous égaux ! Et toutes les questions que tu te poses sur le sexisme, le racisme et bien d’autres discriminations (illustré par Clémence Lallemand), Fleurus, 2021.
- Gisèle Halimi[31],[32], illustré par Eloïse Heinzer, collection "Les Grandes Vies", Gallimard jeunesse, 2022.
- Free Ride[33], éditions Thierry Magnier, 2023.
- Tadellala : Histoire d'une friponne, illustré par Stéphane Kiehl, Actes Sud Jeunesse, 2023.
- Atlas des mythes et légendes du monde (avec Laure Flavigny et Aurélie Boissière, illustré par Kevin Deneufchatel, Joanna Rzezak et Marta Orzel), Actes Sud Jeunesse, 2024.
- Oum Kalthoum, avec Anne Jouve, illustré par Éloïse Heinzer, collection "Les Grandes Vies", Gallimard jeunesse, 2025.
- Red Flags en amour : petit guide pour esquiver les relations toxiques, avec Anne Latuille, illustré par Maya Orhan, Syros, 2025.

## Prix et distinctions
- 2019 : 
  -  "Mention" au Prix BolognaRagazzi, catégorie Non Fiction[21],[22], Foire du livre de jeunesse de Bologne  pour Rue des Quatre-Vents, illustré par Magali Attiogbé.
  - Sélection Prix UNICEF[36] pour Des cailloux à ma fenêtre
- 2023 : Prix Handi-Livres[35], meilleur livre jeunesse adolescent, pour Free Ride.